# Mop Girl
Mop Girl (モップガール?, Moppu Gāru) è un dorama stagionale autunnale in 10 puntate di TV Asahi mandato in onda nel 2007. Il soggetto è tratto dal manga omonimo ideato da Kato Miaki
La storia racconta le avventure di Momoko, la quale possiede un'abilità eccezionale, quella di viaggiare indietro nel tempo quando si trova a contatto con oggetti appartenenti ad un defunto che ha lasciato dietro sé una forte impronta emotiva (e che ha terminato la sua vita non riuscendo a realizzare il compito assegnatogli nella vita dal destino.

## Trama
Momoko lavora in una società di pompe funebri come dipendente in prova. La ragazza, a partire dall'età di 10 anni, ha acquisito una strana capacità, quella cioè di viaggiare indietro nel tempo: da bambina era stata coinvolta in un incidente stradale ma venne salvata da una donna misteriosa la quale le fece quel dono miracoloso.
Scoprirà in seguito che ciò che fa scattare ad attivare la sua capacità di muoversi attraverso le pieghe del tempo è attraverso le forti emozioni: quando si trova davanti al cadavere di qualcuno che ha lasciato dietro di sé dei forti sentimenti, ecco che viene teletrasportata nel luogo e al tempo ove questi sono sbocciati.
La nostra giovane e bella eroina userà questa capacità nel tentativo di impedire la morte delle persone che incontra nel proprio lavoro: riuscirà a salvarle dalla loro sorte?

## Star ospiti
- Yoshiyuki Morishita - un poliziotto (ep.1)
- Hisahiro Ogura - Hiramatsu Takumi (ep.1)
- Ayana Sakai - Jonouchi Ayano (ep.2)
- Nishimura Kiyotaka - Motomiya Kazuhiko (ep.2)
- Manabu Hamada - Kiyoshima Toru (ep.2)
- Kenji Matsuda - Kanbayashi Yukihiro (ep.2)
- Mai Hosho - Negishi Sayuti (ep.3)
- Miho Konishi - Hirashima Kayo (ep.3)
- Hairi Katagiri - Saionji Ranko (ep.3)
- Uesugi Shozo - Fujii Ryuhei (ep.3)
- Makoto Sakamoto - Tsukada Kohei (ep.4)
- Saori Koide - Shinagawa Mari (ep.4)
- Masayuki Izumi - Emoto Hiroki (ep.4)
- Miyako Yamaguchi - Tsukada Hatsuko (ep.4)
- Satoshi Hashimoto - Otsu Kazuaki (ep.5)
- Mikuni Yuna - Mizushima Kaede (ep.5)
- Eiki Kitamura - Shinoda (ep.5)
- Tanahashi Hiroshi - se stesso (ep.5)
- Hitomi Sato - Azumi Asuka (ep.6)
- Kazuyuki Matsuzawa - Yuuki (ep.6)
- Yamamoto Takeshi - Shimaoka Makoto (ep.6)
- Denden - il direttore dell'edificio (ep.6)
- Mie Haru - residente in appartamento (ep.6)
- Anna Odaka - Saeki Ai (ep.7)
- Seminosuke Murasugi - Koizumi Otohiko (ep.7)
- Yamaguchi Shogo - Ozeki Hikaru (ep.7)
- Nekoze Tsubaki - Oki Sumiko (ep.7)
- Masataka Kubota - Jun (ep.7)
- Daiki Nakae - Ren (ep.7)
- Taishu Kase - Saotome Aijiro (ep.8)
- Fumina Hara - Yuzuhara Yoko (ep.8)
- Ebisu Yoshikazu - Nawashibari Kisuke (ep.8)
- Rokkaku Shinji - Takajo Ayahiko (ep.8)
- Takaku Chigusa - Todoroki Karenko (ep.8)
- Toshihiro Yashiba - Saotome's manager (ep.8)
- Shoji Yusuke - Tanaka Kensaku (ep.8)
- Shingo Katsurayama - Kitahama Ito (ep.9)
- Hikari Ishida - Sakurako (ep.9)
- Kenjiro Nashimoto - Aida Natsuo (ep.9)
- Yukijiro Hotaru - Luke Hongo (ep.9)
- Tsuyoshi Abe - Shindo Yukiya (ep.10)
- Okuyama Shiki - Shindo Tsurara (ep.10)
- Aya Enjoji - Horigome Madoka (ep.10)
- Watanabe Naoko - Nakane Juri (ep.10)
- Hiroshi Matsunaga - Rukawa Reito (ep.10)
- Tomoya Ishii - Mitsuru (ep.10)
- Sarutoki Minagawa - Mochizuki Taro (ep.10)